# Sorya Natsu da! / Oide yo
Singles de lyrical school
Put Your Hands Up
(28 octobre 2011) Ribbon wo Kyutto
(12 décembre 2012)
Sorya Natsu da! / Oide yo (そりゃ夏だ！／おいでよ) est le 3e single du groupe féminin japonais lyrical school et le 1er sous l'appellation "lyrical school" après deux singles et un album sous celle de "tengal6".

## Détails du single
Le single, écrit, composé et produit par Tofubeats, sort le 22 août 2012 en une seule édition (régulière) sous T-Palette Records. Le single se classe 70e sur le classement hebdomadaire des ventes de l'Oricon.
Il est le premier disque sous l'appellation "lyrical school" après que le groupe a changé son nom en signant chez T-Palette Records entre juin et juillet 2012.
Il s'agit d'un single double-face A contenant les deux chansons principales Sorya Natsu da! et Oide yo ainsi que leurs versions instrumentales. Elles figureront l'année suivante sur la première compilation de T-Palette Records intitulée T-Palette Records 2nd Anniversary Mix ~Diggin' on You~ en juillet 2013 avant de figurer sur le deuxième album du groupe date course, en septembre suivant.

## Formation
- Erika (leader)
- Ami
- Yumi
- Ayaka
- Mei
- Mariko

## Liste des titres
Toutes les chansons sont écrites et composées par Tofubeats.
| 1. | Sorya Natsu da! (そりゃ夏だ！)                |  |
| 2. | Oide yo (おいでよ)                            |  |
| 3. | Sorya Natsu da! (instrumental) (そりゃ夏だ！) |  |
| 4. | Oide yo (instrumental) (おいでよ)             |  |